# Pedro Ibarra
Pedro Ibarra (San Fernando, 11 september 1985) is een Argentijns hockeyer. 
Tijdens de Olympische Spelen 2016 won Ibarra met de Argentijnse ploeg verrassend de gouden medaille.

## Erelijst
- 2008 - 6e Champions Trophy in Terrassa
- 2010 – 7e Wereldkampioenschap in New Delhi
- 2012 – 10e Olympische Spelen in Londen
- 2014 –  Wereldkampioenschap in Den Haag
- 2016 –  Olympische Spelen in Rio de Janeiro